# Jean Bouin
Vous lisez un « bon article » labellisé en 2014.
Pour les articles homonymes, voir Bouin.
Alexandre François Étienne Jean Bouin, né le 21 décembre 1888 à Marseille et mort pour la France le 29 septembre 1914 à Xivray dans la Meuse, est un athlète français spécialiste de la course de fond. Outre une médaille d'argent aux Jeux olympiques d'été de 1912 sur 5 000 mètres, il a gagné trois fois de suite le Cross des nations, considéré alors comme le championnat du monde de la discipline. Il a également été le détenteur de sept records du monde sur différentes distances et durées. De nombreuses enceintes sportives portent son nom en France.
Il est d'abord inhumé au château de Bouconville-sur-Madt ; ses cendres sont rapatriées à Marseille en 1922, et reposent depuis au cimetière Saint-Pierre.

## Biographie

### Jeunes années
Jean Bouin naît rue Coutellerie à Marseille.
Il a une sœur, Antonie Louise surnommée Nini (1885-1962).
Ses parents divorcent le 28 juin 1894, et sa mère Berthe Pioch (1859-1922) se remarie avec un dénommé Galdani quelque temps après.
Il habite au 111 rue Consolat à Saint-Charles et est scolarisé à l'école des Chartreux dans le quartier des Cinq-Avenues où Jean Bouin a comme instituteur Joseph Pagnol, le père de Marcel Pagnol, popularisé par La Gloire de mon père, premier tome de Souvenirs d'enfance. C'est à cette époque qu'il rencontre un camarade, son futur grand ami Joseph Granier, puis sa sœur, Rose Granier (1886-1987) qui devient bien plus tard sa compagne.
Adolescent, Jean Bouin pratique de façon assez intensive plusieurs sports dont l'escrime et la gymnastique. En octobre 1903, il se rend au parc Borély assister à l'entraînement de coureurs de marathon, dont le localement célèbre Louis Pautex. À la suite de cette rencontre avec Louis Pautex, qui devient plus tard son mentor, Jean Bouin commence la pratique de l'athlétisme et participe à la création du « Club athlétique de l'école de l'industrie, ». L'athlète britannique Alfred Shrubb est alors son idole et motivera plus tard ses différentes tentatives de records du monde.
Le 28 février 1904, il remporte la première course à laquelle il participe, un cross-country de 10 000 mètres avec handicap,. Il est remarqué : un banquier de la Société générale de La Canebière lui offre un emploi de coursier et il quitte le petit club qu'il a créé pour entrer au « Phocée Club de Marseille ». Avec son nouveau club, il remporte à nouveau un cross le 14 mars. Le 24 avril, il remporte un 1 000 mètres. Sur la saison 1904, il remporte quatorze des dix-sept courses auxquelles il participe. Le 8 janvier 1905, il participe à sa première épreuve en dehors de Marseille, à Lyon sur le challenge Ayçaguer, un cross de 11 km qu'il termine neuvième. En juin 1905, son beau-père Galdini parvient à le convaincre de participer à une course à Gênes en Italie : Jean Bouin s'y rend, remporte la course et s'aperçoit que Galdini a déjà encaissé le prix de la victoire : cet événement marque la rupture définitive des relations — déjà ténues — entre Galdini et Jean Bouin. Il quitte le domicile de Galdini et de sa mère, et s'en va d'abord habiter quelque temps chez les parents de son ami Joseph Granier et de sa compagne Rose, rue de Rome. Le 8 août 1905, il remporte un 5 000 mètres en 18 min 20 s, puis en septembre, il remporte le Critérium de Provence.

### 1906 à 1908, années charnières
Arthur Gibassier, dit « La Gibasse », chroniqueur sportif au Petit Provençal, s'improvise entraîneur particulier. Jean Bouin est alors l'un des précurseurs de la méthode dite naturelle d'entraînement à travers les forêts : il couvre une vingtaine de kilomètres par jour en terrain varié. En outre, il s'intéresse à tous les aspects de la course à pied : l'entraînement, l'alimentation et l'hygiène de vie ; il évoquera dans son livre Comment on devient champion de course à pied, paru en 1912, les trois axes de sa méthode d'entraînement : spécificité, progressivité et diversité.
En 1906, les résultats suivent : second du challenge Ayçaguer, il remporte le championnat du littoral (cross) et termine quatrième du national de cross-country à Meudon. Sur 5 000 mètres et en 1906 toujours, il améliore sensiblement sa meilleure performance : 16 min 38 s 2. En 1907 il est, cette fois-ci, troisième du national de cross-country 15 mètres derrière le vainqueur Jacques Keyser. Cette année-là et pour la première fois, la France participe au Cross des nations : il termine treizième et second français de la course qui se tient à Glasgow. Enfin, il remporte pour la première fois Nice-Monaco, sur une distance de 18 km. Durant la période hivernale, il apprend qu'il doit faire partie de l'équipe française pour le 3 miles par équipes aux Jeux olympiques d'été de 1908. À ces Jeux, Jean Bouin participe également aux séries du 1 500 mètres. En raison d'une sortie nocturne, la fédération française le sanctionne en le privant de finale du 3 miles, où la France termine troisième par équipes,. Se pose donc la question de l'obtention de la médaille de bronze ou non par Jean Bouin : précisons que d'une part il participe aux séries battant d'ailleurs le record de France — non homologué — de la distance et que d'autre part la médaille de bronze lui est attribuée dans certaines sources.

### 1909 à 1913, les grands succès

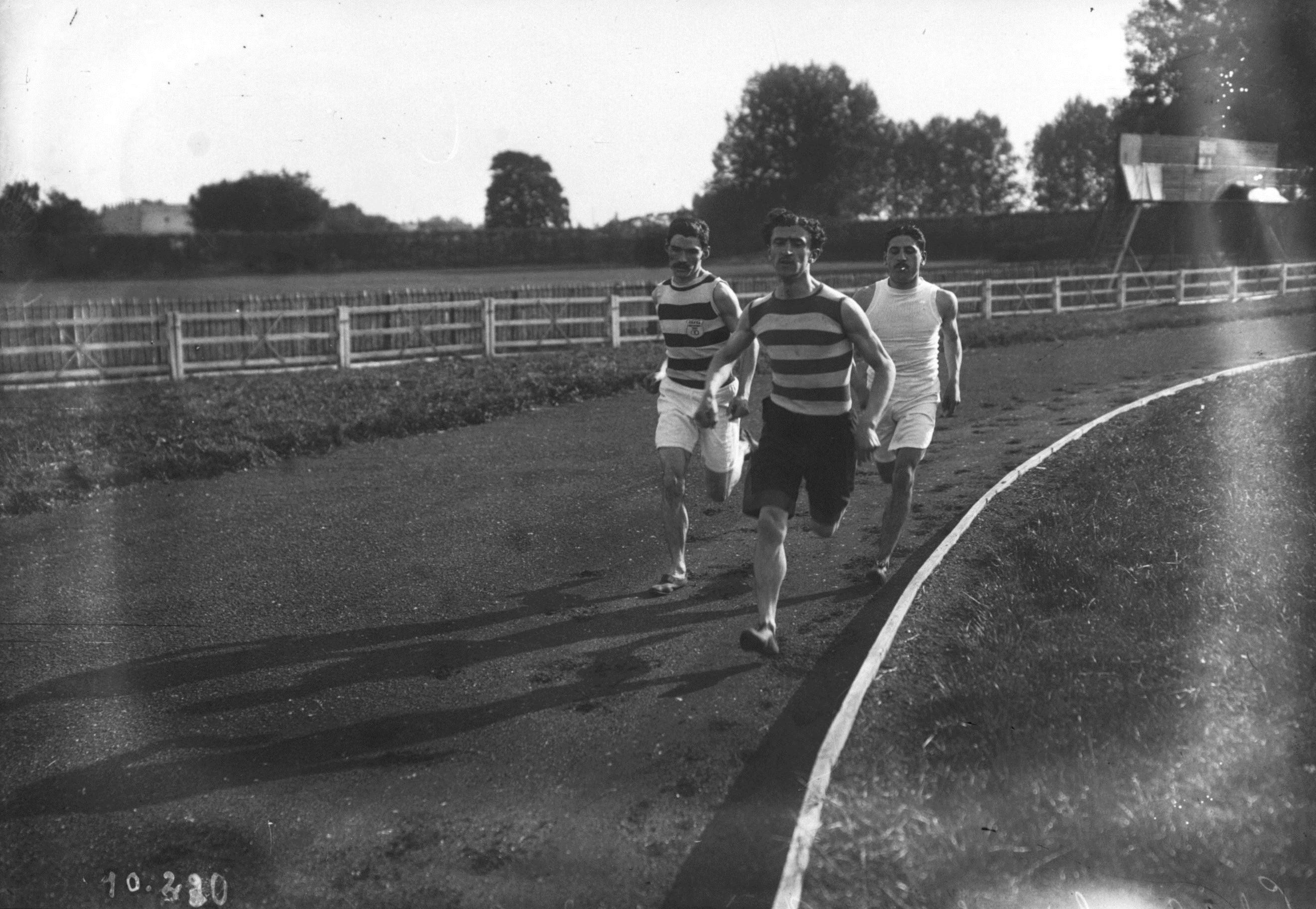
Jean Bouin, le 30 mai 1909, lors de sa tentative réussie de record de France de l'heure.

Le 7 mars à Amiens et pour la première fois, Jean Bouin devient champion de France de cross-country, avec 2 min 30 s d'avance sur le deuxième. Le 20 mars, sur le Cross des nations, le championnat du monde de la discipline, il termine second derrière Edward Wood. Sur piste, le 30 mai à Colombes, il parvient à battre plusieurs records de France au cours d'une même et seule tentative de record de l'heure : 3 miles, 5 000 mètres, demi-heure, 10 000 mètres, 15 000 mètres, 10 miles et celui de l'heure. Il reçoit cette année-là, des mains d'admirateurs marseillais, un chronomètre en or gravé de ses initiales « J. B. ».
En 1910, il est appelé au service militaire et incorpore la 15e compagnie du 141e régiment d'infanterie au fort de la Revère près de Nice. Il change également de club et passe au « Club athlétique de la Société générale de Marseille » avec lequel il prépare le national de cross-country qui se court « à domicile » au parc Borély : il en est vainqueur et remporte ainsi son second titre consécutif. Sur le Cross des nations, le 26 mars à Belfast, il est contraint à l'abandon à la suite d'une chute dès le premier kilomètre, après avoir été la semaine précédente champion de France militaire sur 15 kilomètres.
En 1911, il est à nouveau champion de France de cross-country et devient champion du monde de la discipline en remportant le Cross des nations le 25 mars à Newport-Caerleon. C'est le premier de ses trois succès consécutifs dans l'épreuve entre 1911 et 1913. Fin 1911, l'union des sociétés françaises de sports athlétiques s'interroge sur la réalité du statut d'amateur de Jean Bouin : en effet, la fédération anglaise souhaite le voir disqualifié d'une course de l'heure qu'il a disputée contre le professionnel Louis Bouchard. Arthur Gibassier se charge de clarifier sa situation en se rendant à Paris pour rencontrer les instances de cette fédération. Le 16 novembre 1911, il établit à Colombes le premier record du monde du 10 000 mètres, qui ne sera battu que dix ans plus tard par Paavo Nurmi.

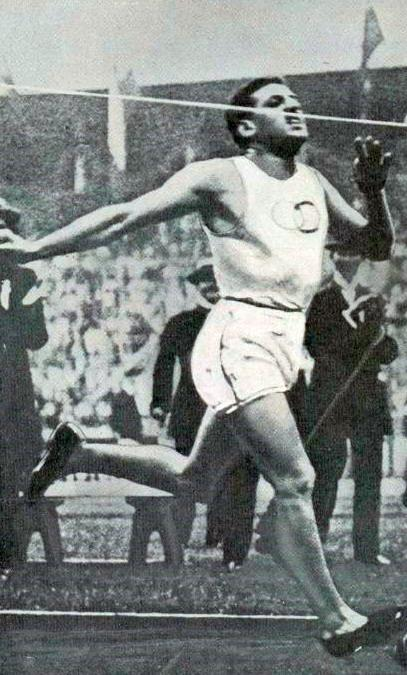
L'arrivée du 5 000 mètres olympique en 1912 : Jean Bouin est second derrière Hannes Kolehmainen.

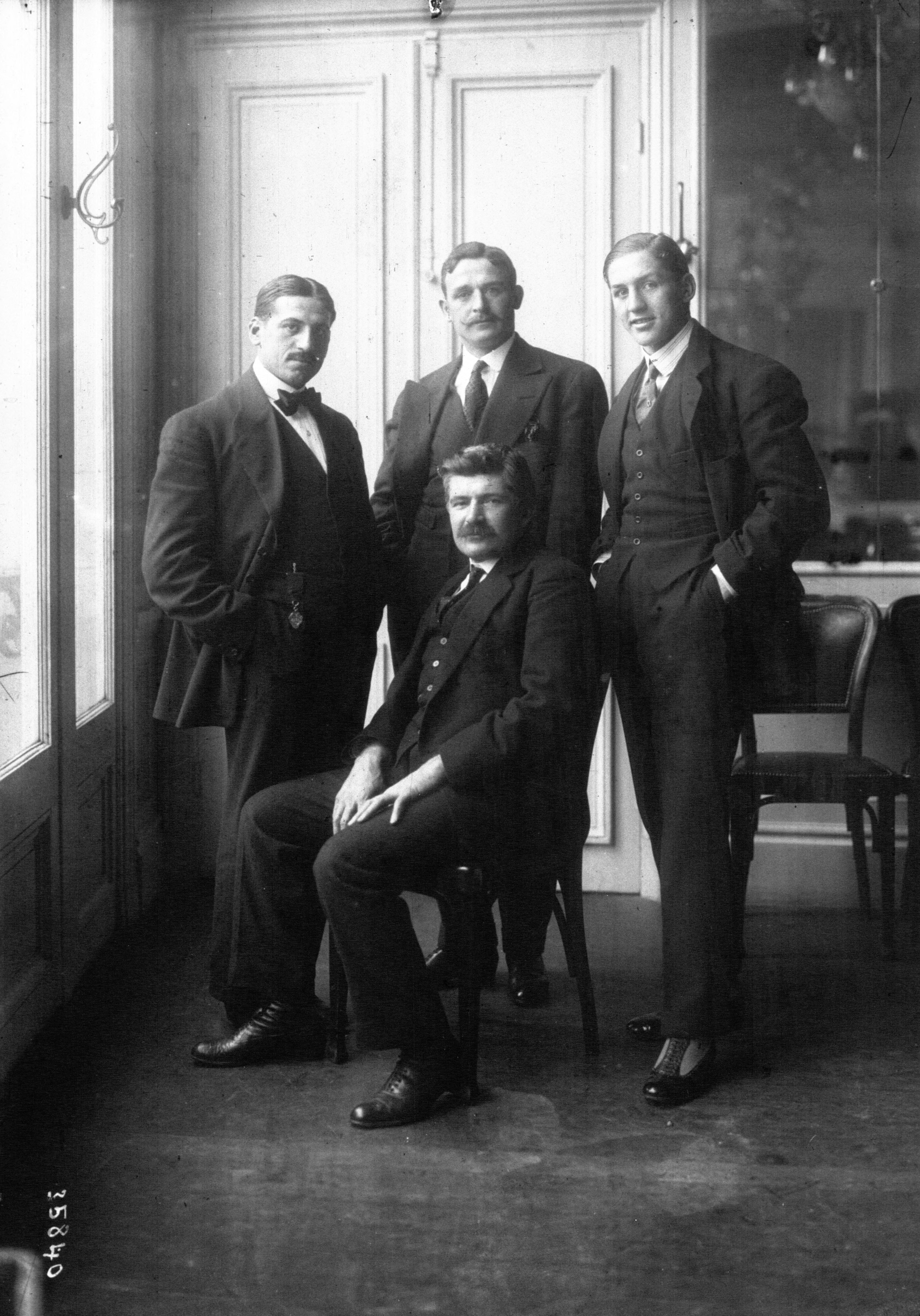
Le masseur « Pastaïre » (assis) entouré de (debout, de gauche à droite) Jean Bouin, François Faber et Georges Carpentier.

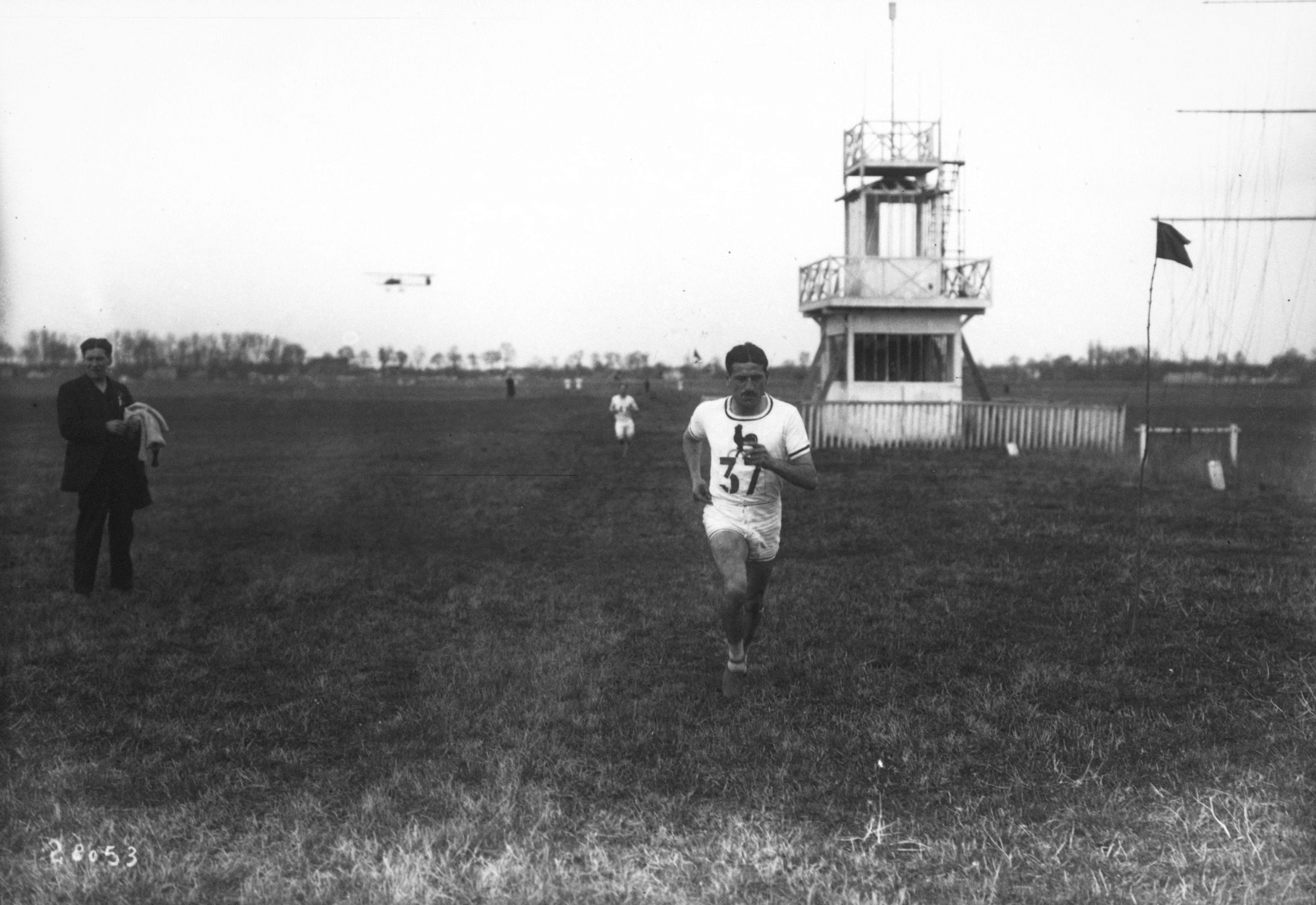
Jean Bouin lors du Cross des nations 1913 à Juvisy, qu'il remporte.

Le grand objectif de la saison 1912 est pour Jean Bouin l'épreuve individuelle de cross-country aux Jeux olympiques d'été, d'autant qu'il est le champion en titre du Cross des nations. La fédération française lui octroie un régime de faveur lui permettant d'arriver en Suède trois semaines avant le reste de la délégation et d'être installé à part dans un hôtel du centre-ville de Stockholm en compagnie de son soigneur Yvelin. Toutefois, il ne termine pas la course de cross-country ; en revanche, il réussit beaucoup mieux sur 5 000 mètres : il bat le record de France en série (15 min 5 s) le 9 juillet puis le lendemain, il remporte la médaille d'argent finissant un mètre derrière le Finlandais Hannes Kolehmainen qui établit à cette occasion le premier record du monde du 5 000 mètres,.
En 1913, la Société générale qui l'emploie lui permet d'aller s'installer à Paris en lui proposant un nouveau poste. Il intègre donc le « Club athlétique de la Société générale de Paris ». Jean Bouin quitte Marseille en compagnie de Rose Granier : ils s'installent rue Guersant puis rue de Varenne. Dans la capitale, il se lie rapidement d'amitié avec Jérôme Peyre originaire de Marseille, boulanger reconverti en masseur. Ce dernier, surnommé « Pastaïre », a une clientèle de sportifs de haut niveau, dont Roland Garros, Louis Darragon, François Faber ou encore Georges Carpentier avec qui il va aussi se lier d'amitié. « Pastaïre » va également lui présenter Maurice Chevalier et Mistinguett avec lesquels il devient aussi ami. Le 6 juillet 1913, il fait sensation en battant le record du monde de l'heure à Stockholm (battant au passage ceux du 15 000 mètres et du 11 miles) : il parcourt 19 021 mètres et devient ainsi le premier à dépasser les 19 kilomètres en une heure. Devenu collaborateur de La Vie au grand air, il rédige un grand reportage sur son voyage et record suédois. Son retour gare du Nord est triomphal — il est accueilli par une foule importante. L'année 1913 est également celle de son troisième succès dans le Cross des nations, organisé à Juvisy en France.

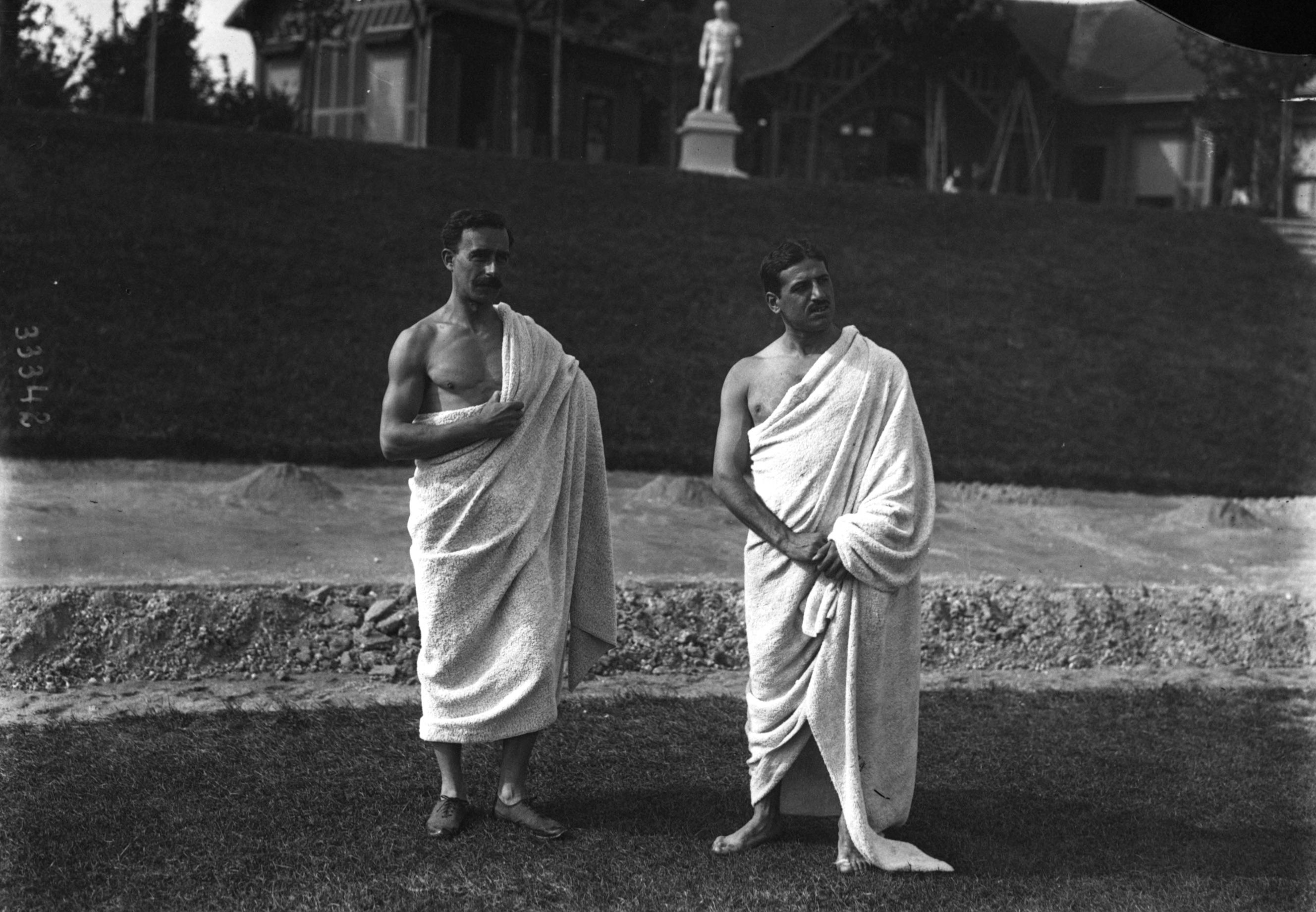
Georges Hébert (à gauche) et Jean Bouin en toge lors du tournage du film au Parc Pommery de Reims.

Peu après, Georges Hébert invite Jean Bouin à se rendre au Collège d'athlètes de Reims, fondé par le marquis de Polignac. Il y est sollicité pour être l'acteur unique d'une petite production cinématographique de 4 min. L'original du film est conservé à la Cinémathèque française.

### 1914 et la Première Guerre mondiale
En 1914, Jean Bouin court trois courses : un 2 000 mètres avec handicap à Marseille (il termine second), le 800 mètres des championnats de France d'athlétisme (il est second derrière René Dantigny) et enfin le 26 juillet à Bruxelles lors d'une compétition France-Belgique au cours de laquelle il remporte le 800 mètres.
Le 2 août 1914, Jean Bouin est mobilisé : il est incorporé comme soldat de 2e classe (avec fonction d’instructeur de sport des armées) au 163e régiment d'infanterie à Nice. Il lui est fait une proposition pour « rester à l'arrière » — émanant du général Gallieni — qu'il refuse. Une soi-disant hypertrophie cardiaque aurait pu lui permettre d’être affecté dans une unité auxiliaire, mais il insiste et exige d'être incorporé dans une unité combattante. Jean Bouin prend le train pour le front le 13 septembre ; il croise sur le quai son cousin Louis Bouin (de Carpentras) à qui il remet le chronomètre en or reçu de ses admirateurs marseillais en 1909.

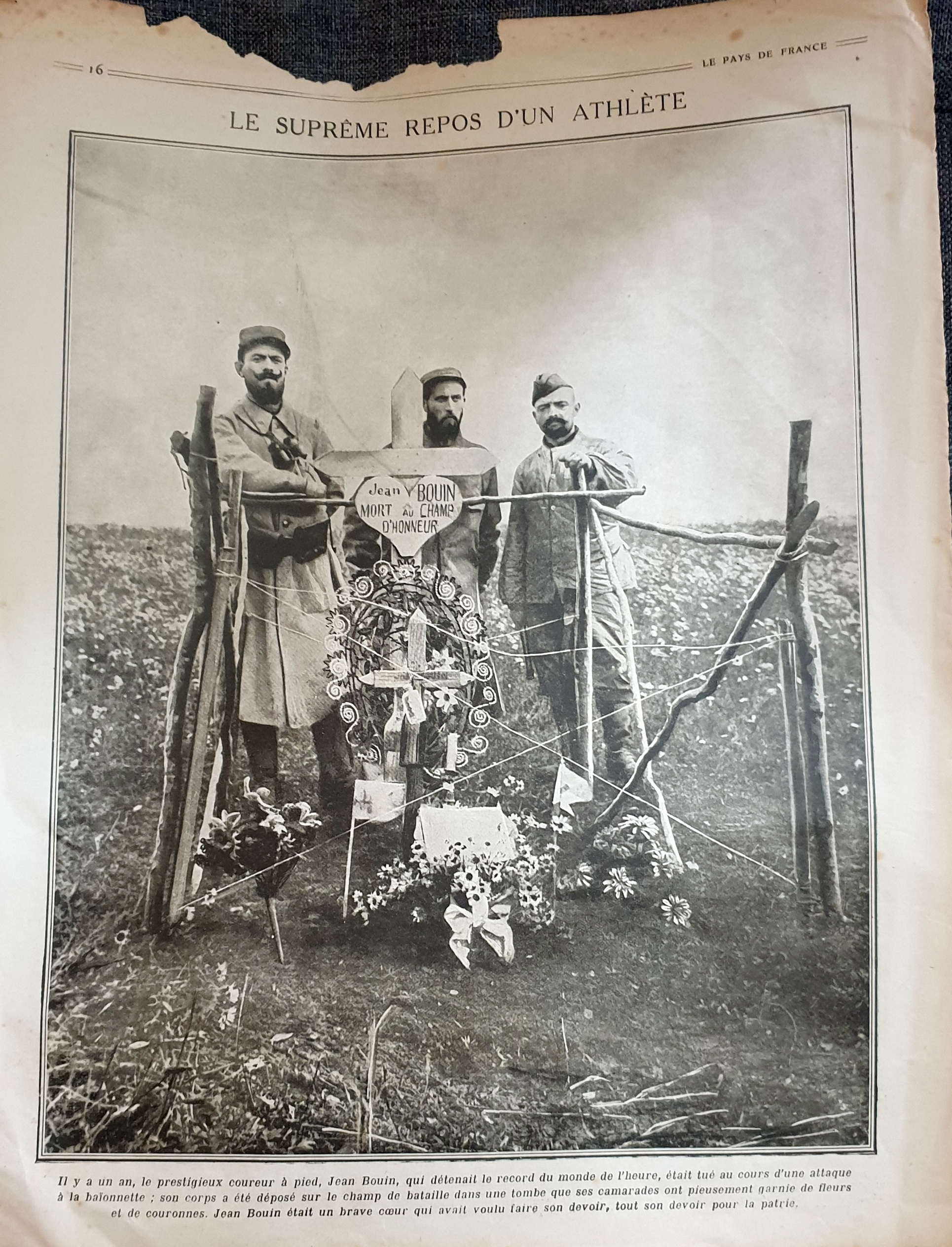
Le Suprême Repos d'un Athlète : la première tombe de Jean Bouin

Le 163e se positionne à proximité de Saint-Mihiel, près des frontières allemandes d’avant la Première Guerre mondiale. Il est messager, chargé de la transmission de courriers entre les différentes lignes de front.
Il est tué le 29 septembre 1914 à Xivray,, lors de l'attaque du « Mont Sec » à l'issue de la première bataille de la Marne, atteint par plusieurs éclats d'obus, consécutivement à une très probable erreur de tir de l'artillerie française,. Rose Granier se rend à proximité du front pour identifier les restes de Jean Bouin. Il est enterré au château de Bouconville-sur-Madt sous le feu ennemi. Quelques jours plus tard, le château brûle.
À son retour à Marseille, Rose Granier est confrontée à des problèmes liés à l'héritage de Jean Bouin : si ce dernier a légué l'ensemble de ses avoirs à Rose Granier, Galdini son beau-père conteste cette transmission. Une procédure judiciaire assez longue débute — l'appartement rue de Varenne porte des scellés de 1914 à 1918 — qui se termine par un jugement prononcé en 1918 : Rose Granier a finalement gain de cause, probablement grâce aux témoignages favorables d'Arthur Gibassier, Georges Carpentier, Maurice Chevalier et Mistinguett.
Le corps de Jean Bouin est rapatrié à l'issue du conflit, le 27 juin 1922, avec trente-neuf autres militaires ; il est inhumé au cimetière Saint-Pierre de Marseille (carré 30, tombe no 81). Sa tombe est ornée d'un buste sculpté par Constant Roux et d'une plaque apposée par la ville.

## Hommages
Plusieurs enceintes sportives sont baptisées du nom de « stade Jean-Bouin  » ainsi que de nombreuses voies et bâtiments en France. À Barcelone, depuis 1920, se tient la course populaire La Jean Bouin, internationale depuis 1946 et organisée par le quotidien Mundo Deportivo.
Une des tribunes du stade vélodrome de Marseille porte son nom. La sculpture Jean Bouin réalisée en 1922 par Constant Roux est réinstallée après restauration en mai 2025 sur le parvis du stade Vélodrome de Marseille,.  
Constant Roux a également réalisé le buste de sa tombe. Dans les années 1960, une stèle réalisée par Villevielle et Camotto et financée par la Société générale, est érigée à Bouconville-sur-Madt inaugurée en présence d'Alain Mimoun, près de la zone où Jean Bouin fut tué au combat.
En 1960, à l'occasion des Jeux olympiques d'été, un timbre à 0,20 franc à l’effigie de Jean Bouin est édité.
Jean Bouin est reconnu Gloire du sport. Il reçoit à titre posthume la médaille militaire.
Le club du « Petit Jean Bouin » situé à proximité du complexe de Roland-Garros est rebaptisé ainsi en 1916 en son honneur.

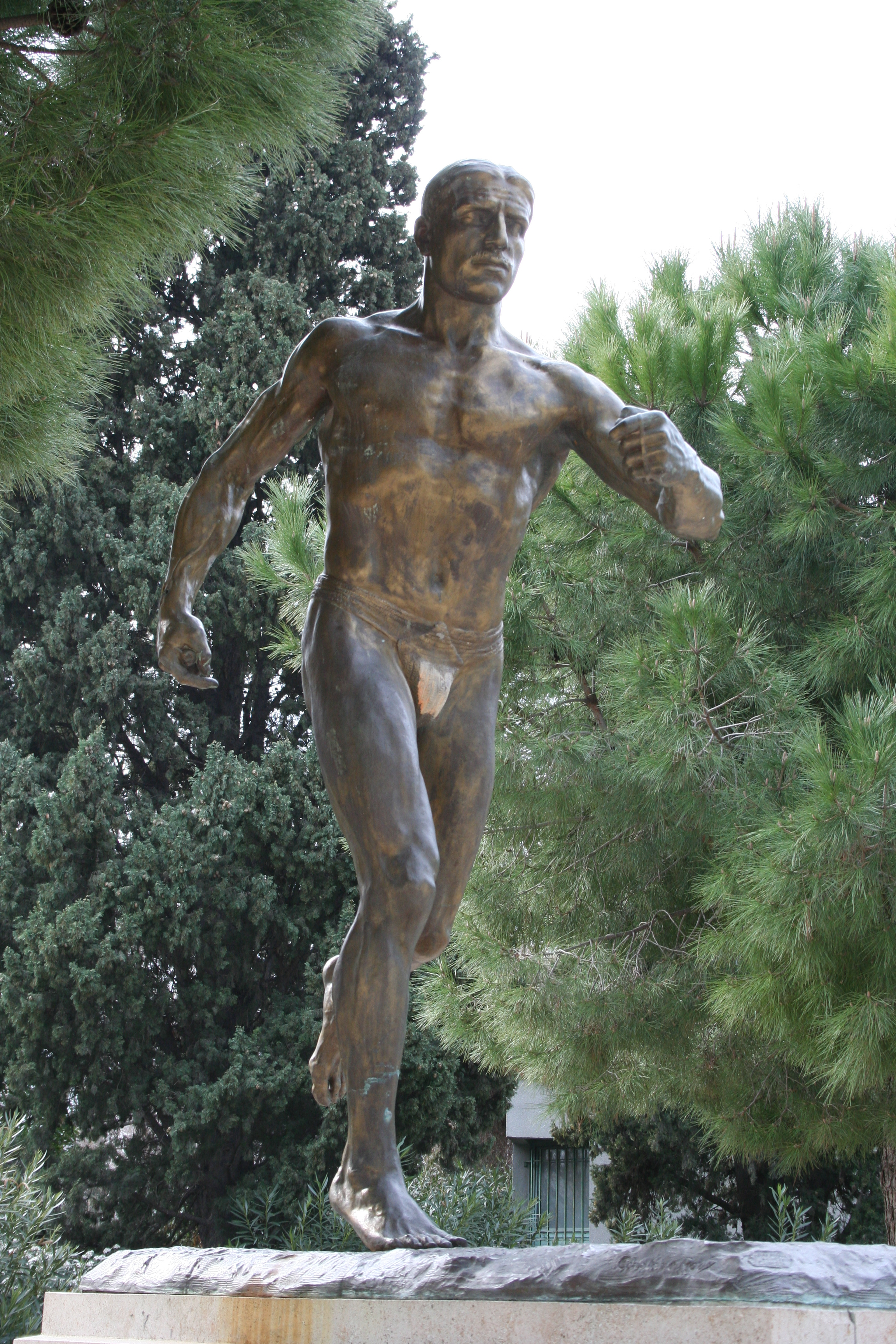
Sculpture Jean Bouin de Constant Roux.
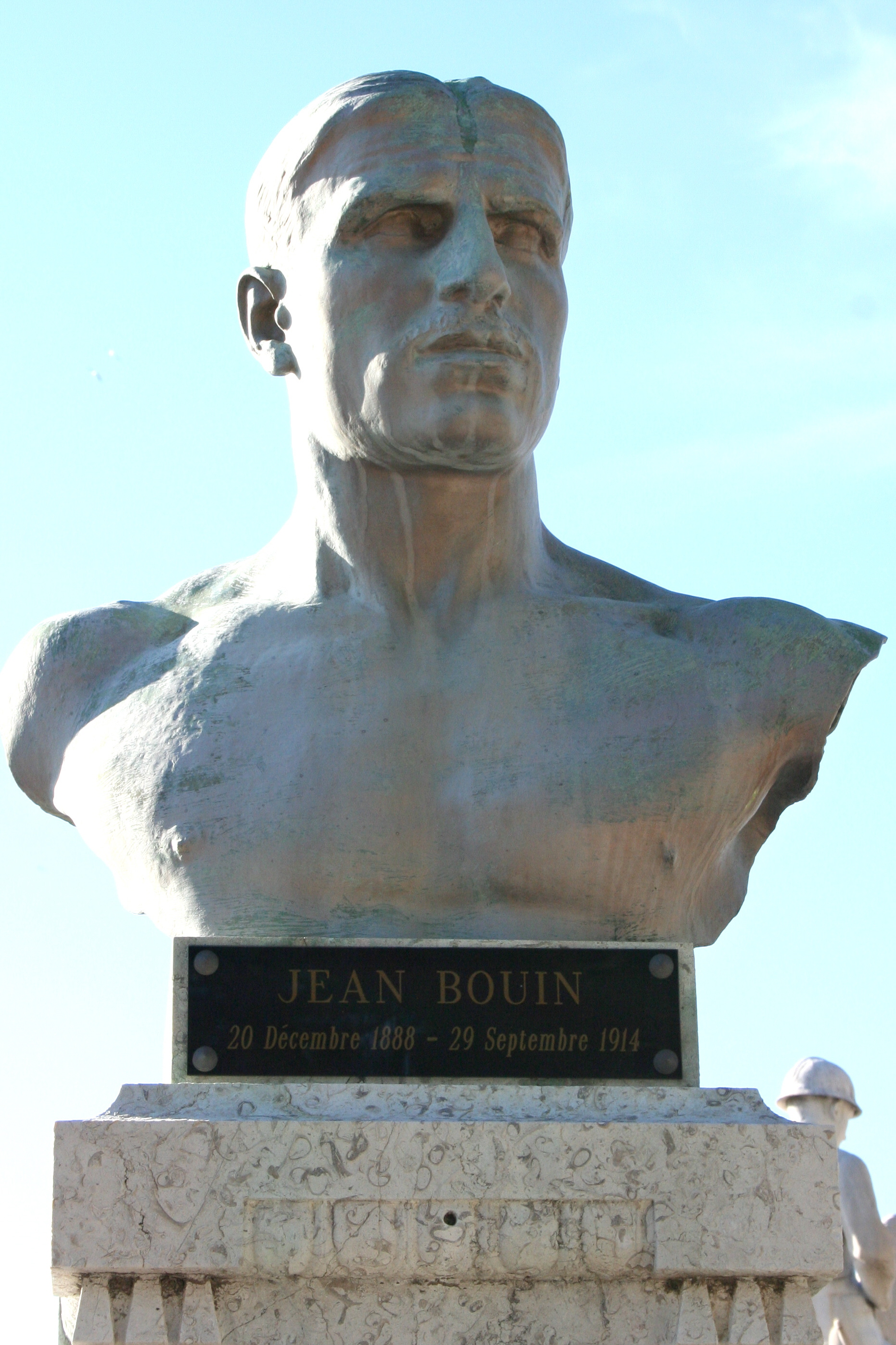
Le buste de Jean Bouin sur sa tombe au cimetière Saint-Pierre à Marseille.
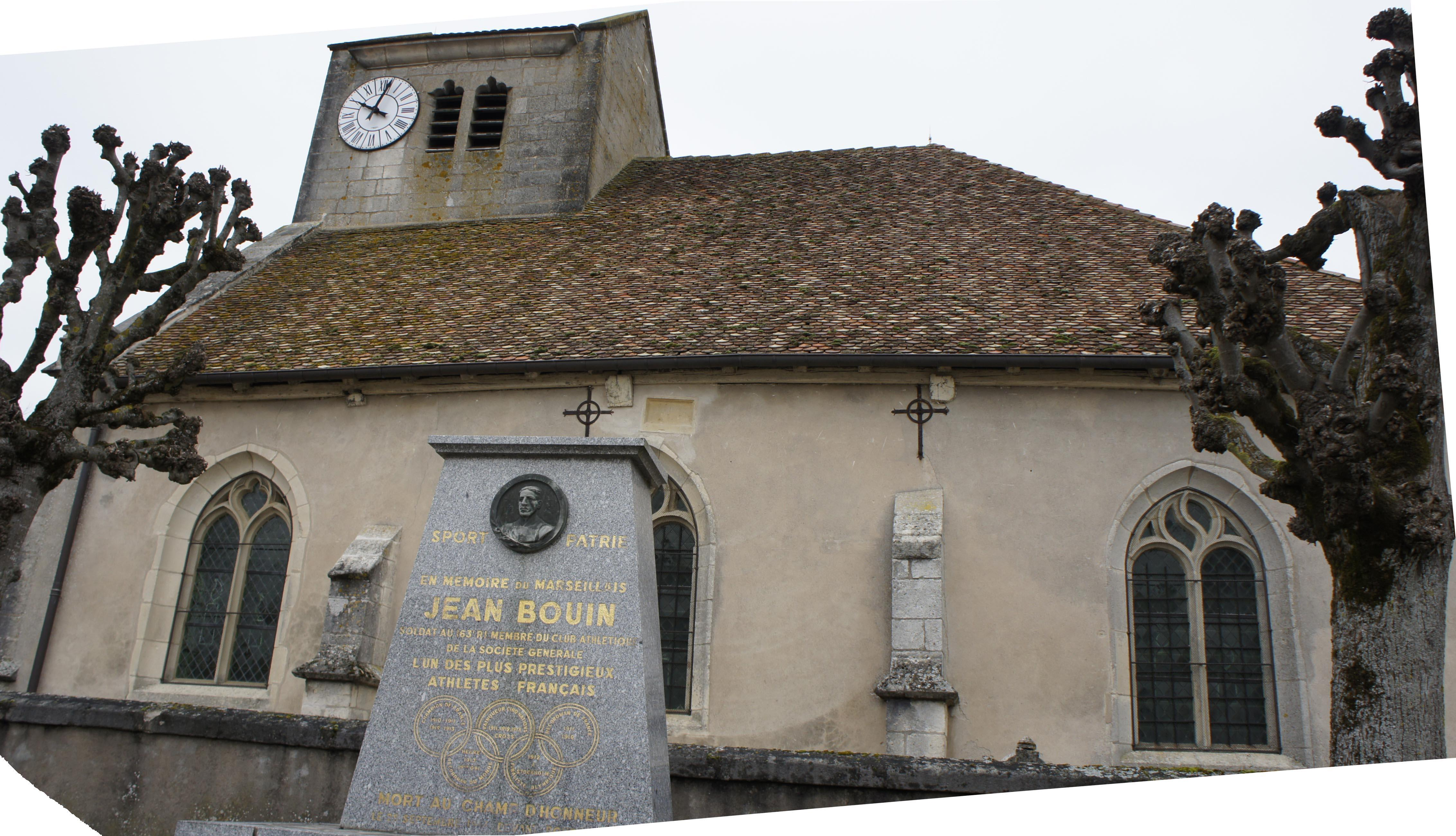
Stèle à Jean Bouin réalisée par Villevielle et Camotto à Bouconville-sur-Madt.

## Palmarès
Les principaux éléments de son palmarès sont listés ci-dessous,,.

### International

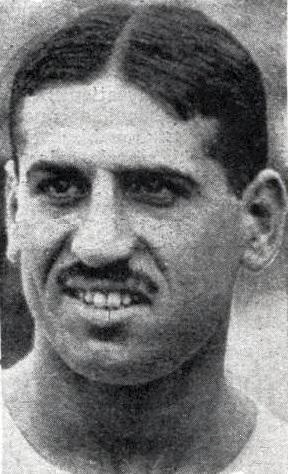
Jean Bouin vers 1912.

| Date | Compétition       | Lieu      | Résultat | Discipline         |
| ---- | ----------------- | --------- | -------- | ------------------ |
| 1908 | Jeux olympiques   | Londres   | 3e       | 3 miles par équipe |
| 1909 | Cross des nations | Derby     | 2e       | Cross-country      |
| 1911 | Cross des nations | Caerleon  | 1re      | Cross-country      |
| 1912 | Cross des nations | Édimbourg | 1re      | Cross-country      |
| 1912 | Jeux olympiques   | Stockholm | 2e       | 5 000 mètres       |
| 1913 | Cross des nations | Juvisy    | 1re      | Cross-country      |

### National

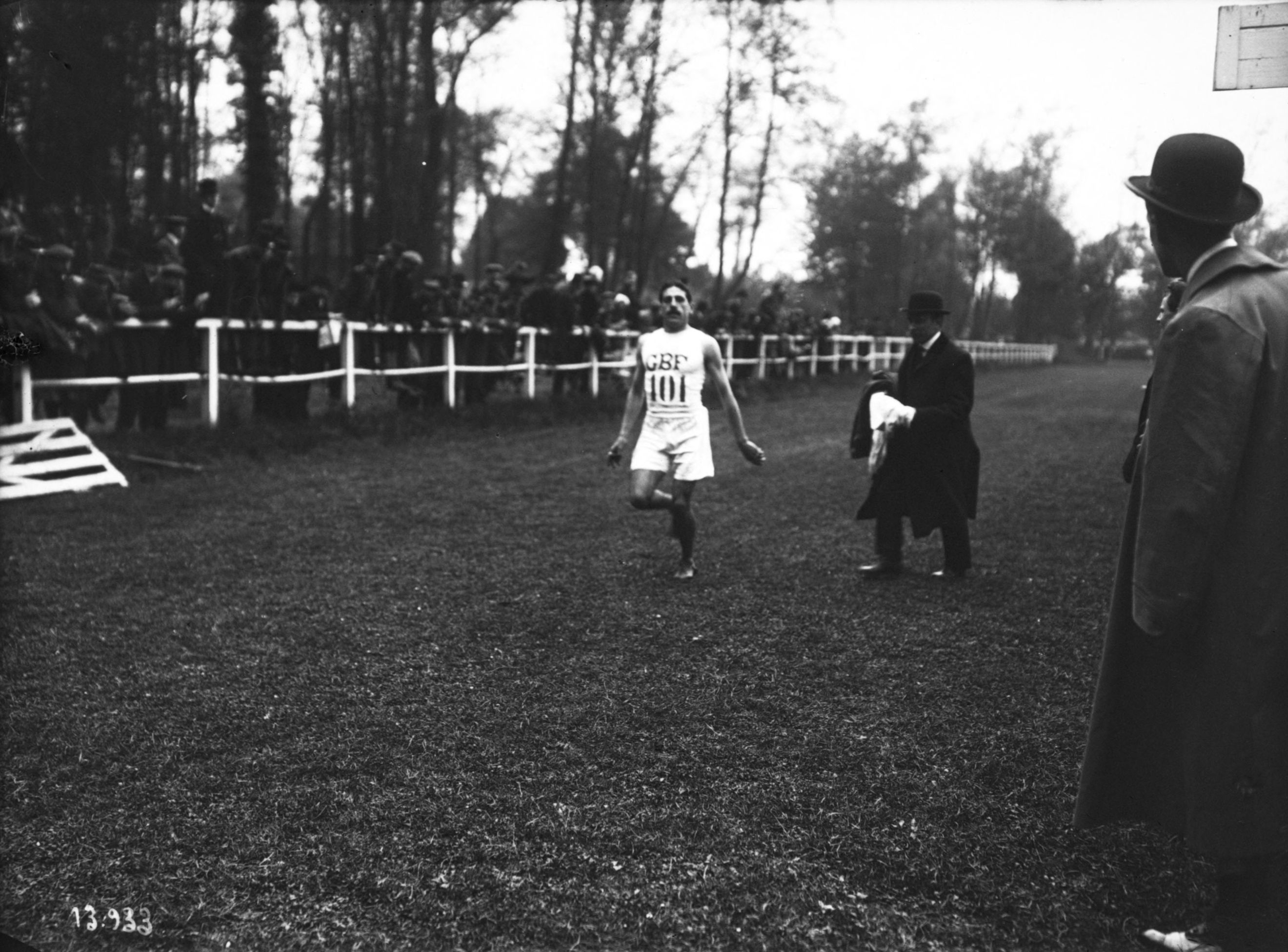
Jean Bouin remportant le championnat de France militaire 1911 de cross-country.

- Championnats de France d'athlétisme
  - 10 000 mètres : 1er en 1911
  - 5 000 mètres : 1er en 1912
  - cross-country
    - 1er en 1909, 1910, 1911, 1912
    - 3e en 1907
    - 4e en 1906

  - 800 mètres : 2e en 1914
- Championnats de France militaires
  - cross-country : 1er en 1910 et en 1911

### Autres courses

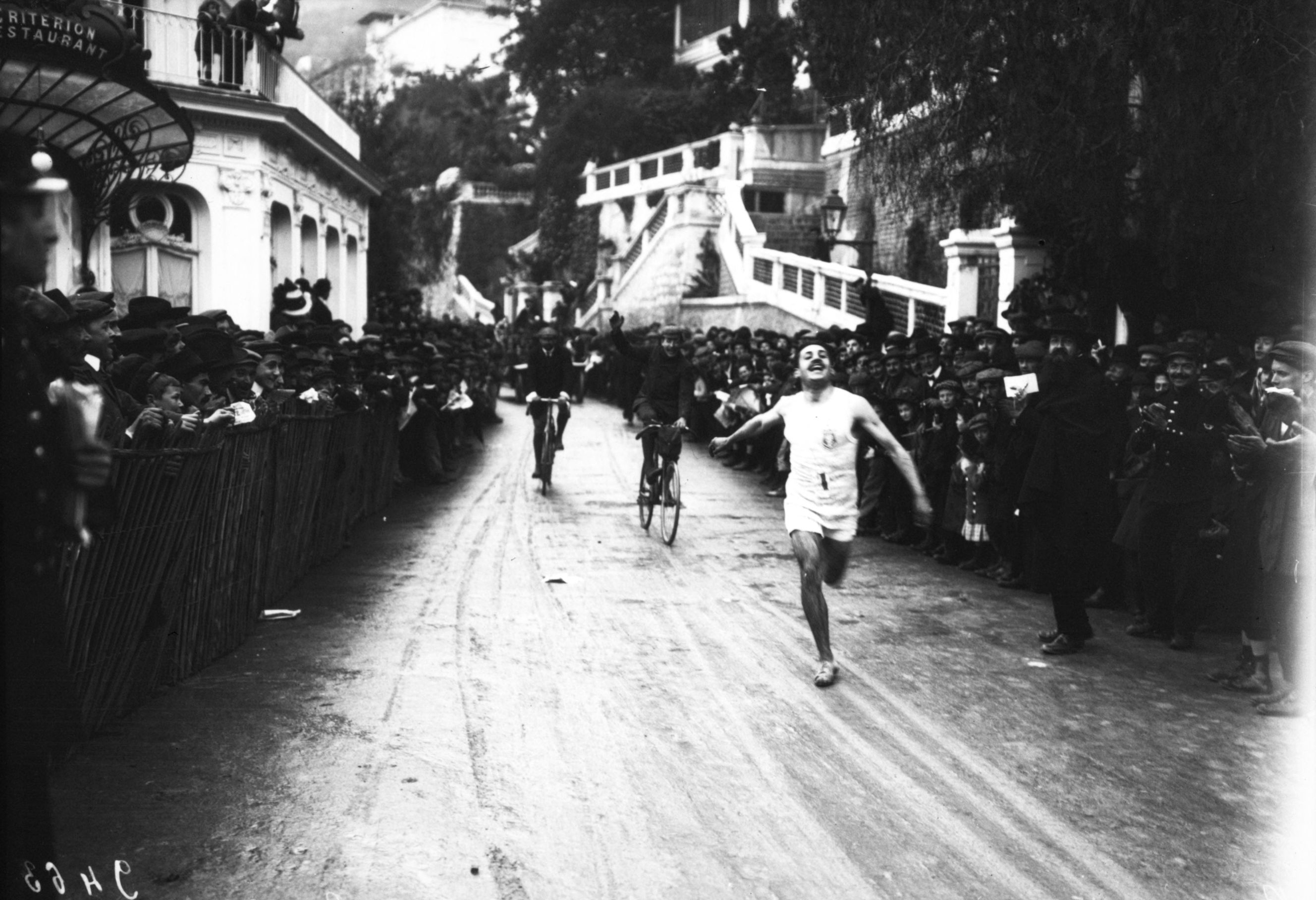
Jean Bouin remportant Nice-Monaco 1910.

- Challenge Ayçaguer (cross à l'hippodrome du Grand Camp)
  - 1er en 1909 et 1913, 2e en 1906
- Nice-Monaco (18 km)
  - 1er en 1907, 1909, 1910, 1911 et 1912
- Prix Lemonnier (Versailles-Paris, sur route, 12,6 km)
  - 1er en 1911 et 2e en 1913
- Championnat du Littoral (cross, Marseille)
  - 1er en 1906, 1907, 1909, 1910, 1911 et 1912

## Records

### Records du monde
Jean Bouin a battu sept records du monde au cours de sa carrière.
| Distance      | Temps         | Date             | Lieu      |
| ------------- | ------------- | ---------------- | --------- |
| 6 miles       | 29 min 51 s 6 | 16 novembre 1911 | Colombes  |
| 9 721 m       | Demi-heure    | 16 novembre 1911 | Colombes  |
| 10 000 mètres | 30 min 58 s 8 | 16 novembre 1911 | Colombes  |
| 3 miles       | 14 min 7 s 2  | 10 juillet 1912  | Stockholm |
| 15 000 mètres | 47 min 18 s 6 | 6 juillet 1913   | Stockholm |
| 11 miles      | 55 min 55 s   | 6 juillet 1913   | Stockholm |
| 19 021 m      | 1 heure       | 6 juillet 1913   | Stockholm |

### Records de France
Jean Bouin a battu trente-huit records de France au cours de sa carrière en particulier sur le 2 000 mètres, le 3 000 mètres, le 5 000 mètres et le 10 000 mètres. Il a également battu plusieurs fois celui de la demi-heure. Son record de France de l'heure — alors record du monde — (19 021 mètres en 1913) ne sera battu qu'en 1955 par Alain Mimoun avec 19 078 mètres. Celui du 5 000 mètres est égalé en septembre 1934 par Roger Rochard, et battu en 1948 par Jacques Vernier.

### Records personnels
Les meilleures performances de Jean Bouin sont listées ci-dessous.
| Distance         | Temps         | Date             | Lieu      |
| ---------------- | ------------- | ---------------- | --------- |
| 400 mètres       | 54 s          | 5 juillet 1908   | Salon     |
| 400 mètres haies | 61 s 2        | 5 juillet 1908   | Salon     |
| 800 mètres       | 2 min 0 s 2   | 21 juin 1914     | Colombes  |
| 1 000 mètres     | 2 min 43 s    | 26 mai 1908      | Romans    |
| 1 500 mètres     | 4 min 11 s 2  | 11 novembre 1911 | Colombes  |
| 1 mile           | 4 min 33 s 8  | 11 novembre 1911 | Colombes  |
| 2 000 mètres     | 5 min 39 s 8  | 11 novembre 1911 | Colombes  |
| 3 000 mètres     | 8 min 44 s    | 10 juillet 1912  | Stockholm |
| 2 miles          | 9 min 30 s 6  | 6 mai 1911       | Colombes  |
| 3 miles          | 14 min 7 s 2  | 10 juillet 1912  | Stockholm |
| 5 000 mètres     | 14 min 36 s 7 | 10 juillet 1912  | Stockholm |
| 4 miles          | 19 min 43 s 2 | 11 novembre 1911 | Colombes  |
| 8 kilomètres     | 24 min 34 s 2 | 14 mai 1911      | Marseille |
| 5 miles          | 24 min 47 s 8 | 16 novembre 1911 | Colombes  |
| 6 miles          | 29 min 51 s 6 | 16 novembre 1911 | Colombes  |
| 10 000 mètres    | 30 min 58 s 8 | 16 novembre 1911 | Colombes  |

## Œuvres
- Jean Bouin et André Glarner, Comment on devient champion de course à pied : épreuves de fond, Paris, Pierre Lafitte, 1912, 93 p. (OCLC 32305679)